# Bénédicte d'Assise
Bénédicte d'Assise (Benedetta di Assisi), ou Benoîte d'Assise dans certains textes, née au XIIIe siècle à Assise, est une religieuse italienne.
'
Sa famille était l’une des plus puissantes d’Assise. Elle fut religieuse de l'Ordre des Pauvres Dames dès 1214, parmi les disciples de saint François et de sainte Claire d'Assise, à qui elle succéda comme abbesse du couvent de Saint-Damien en 1253 jusqu'à sa mort en 1260. Le Martyrologe franciscain dit que sa vie a brillé par une prudence singulière et une grande réputation de vertu et de miracles. Elle est fêtée le 16 mars par l'Église catholique.

## Biographie

### Vie religieuse jusqu'en 1253

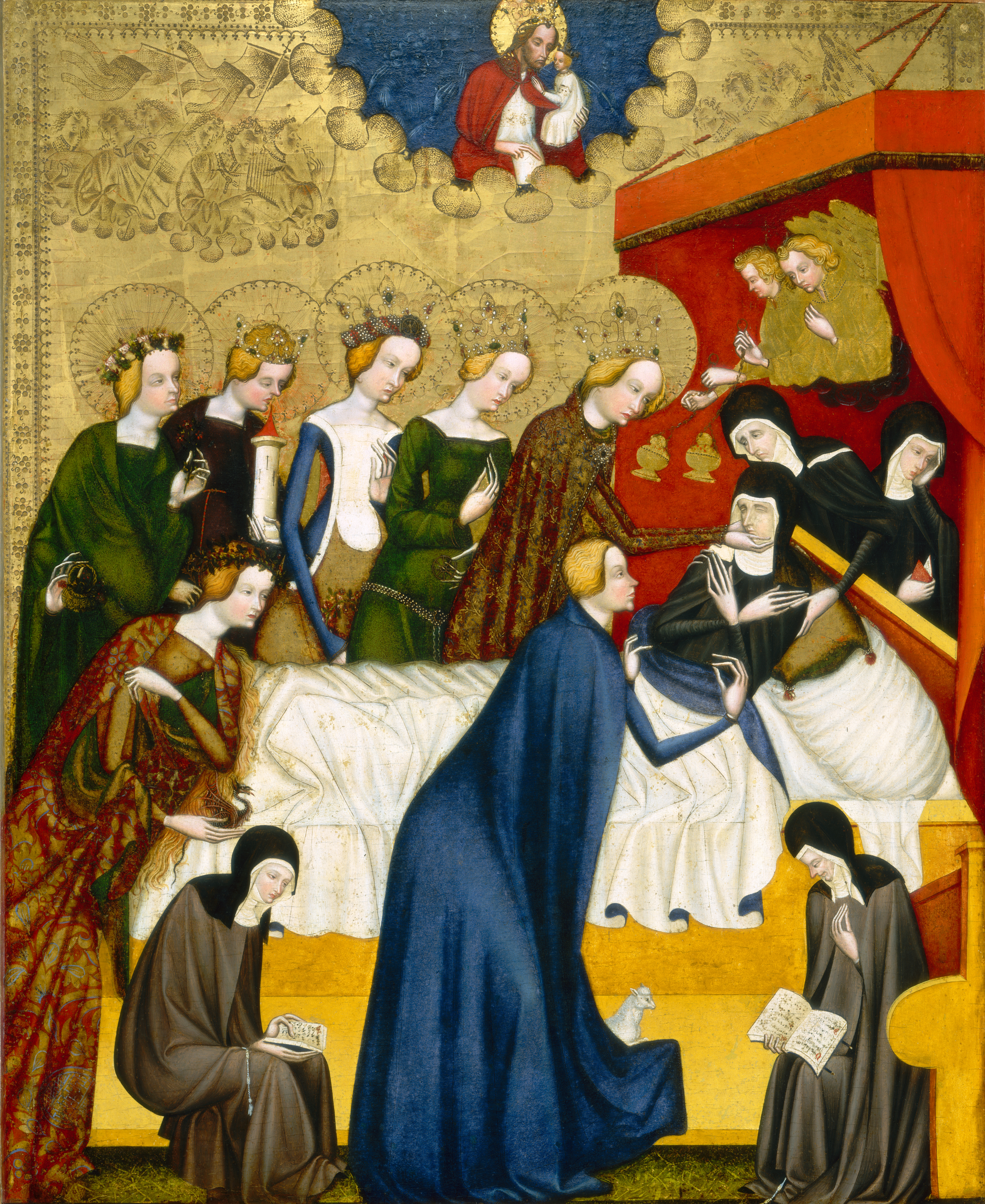
La Mort de Sainte Claire, Maître de Heiligenkreuz (1410), National Gallery of Art, Washington.

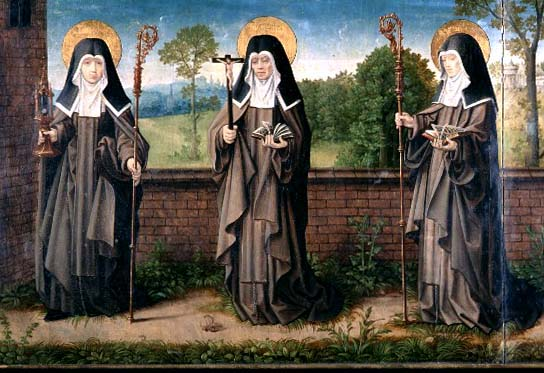
Ste Claire, Bse Ortolana et Ste Agnès d'Assise, retable médiéval, anonyme (v. 1525), musée du Moyen Âge, Stockholm, Suède.

Elle est née sous le nom de Ginevra (Guenièvre) di Giorgio di Ugone di Tebalduccio. En 1214, elle rejoignit Claire d'Assise et la cinquantaine de ses compagnes. Dans le cadre de l’expansion et du rayonnement de la jeune communauté de clarisses, elle fut chargée de créer de nouvelles fondations. On lui attribua la création en 1219 du couvent de Santa Maria fuori Porta Camollia (Santa Maria Iuxta Stratam), autour de la chapelle Sainte-Pétronille près de Sienne (ce couvent, dont les femmes étaient semble-t-il actives dans les hôpitaux de la ville, fut placé sous l’autorité pontificale le 29 juillet 1219),,,; puis de 1240 à 1248 le couvent de Vallegloria près de Spello. Son nom figure également parmi la liste des sœurs présentes au couvent de Saint-Damien (San Damiano) en 1238. Elle fut plus tard rappelée auprès de Claire, peu avant sa mort.

### Abbesse succédant à sainte Claire d'Assise (1253-1260)
À la mort de Claire d’Assise, le 11 août 1253, sœur Bénédicte lui succède comme abbesse du monastère de Saint-Damien

#### Présence au procès de canonisation de sainte Claire d’Assise (1255)
Sœur Claire d'Assise fut canonisée en 1255, deux ans seulement après sa mort. Le procès canonique fut ordonné le 18 octobre 1253, quelques semaines après la mort de sœur Claire, par bulle pontificale du pape Innocent IV. Le tribunal chargé du procès passa quatre jours au couvent de Saint-Damien, du 24 au 28 novembre 1253. Sœur Bénédicte y est alors la nouvelle abbesse. 
Elle ne fait pas partie des sœurs ayant apporté personnellement leur témoignage : son nom ne figure ni parmi celui des treize premières sœurs interrogées le 24 novembre 1253, ni parmi ceux des deux autres sœurs qui témoignèrent à leur tour le 28 novembre (sœur Balvina of Porzano, qui était à l’infirmerie et sœur Angeluccia di Angeleio da Spoleto). Ce même jour, qui fut le dernier de la présence du tribunal à Saint-Damien, elle prit néanmoins la parole au nom de toutes les sœurs, pour confirmer le témoignage de sainteté de la vie de Claire, ses vertus et les miracles dont les sœurs ont été témoins.

#### Dépositaire à Saint-Damien du bréviaire de saint François d’Assise (1253)
Frère Léon et frère Ange, proches compagnons de François d’Assise, disposaient d’un bréviaire acquis pour eux par saint François, afin de permettre à ces derniers de prier l’Office comme le demandait la règle.
Peu après la mort de sœur Claire, les deux frères confièrent le bréviaire du saint (fol. 1v) à sœur Bénédicte en sa qualité d’abbesse, pour que la communauté des clarisses en prenne soin en mémoire de saint François et par dévotion pour lui. Le codex fut transmis et conservé jusqu’à ce jour par la communauté des clarisses d’Assise et figure parmi les reliques à la basilique Sainte-Claire à Assise.

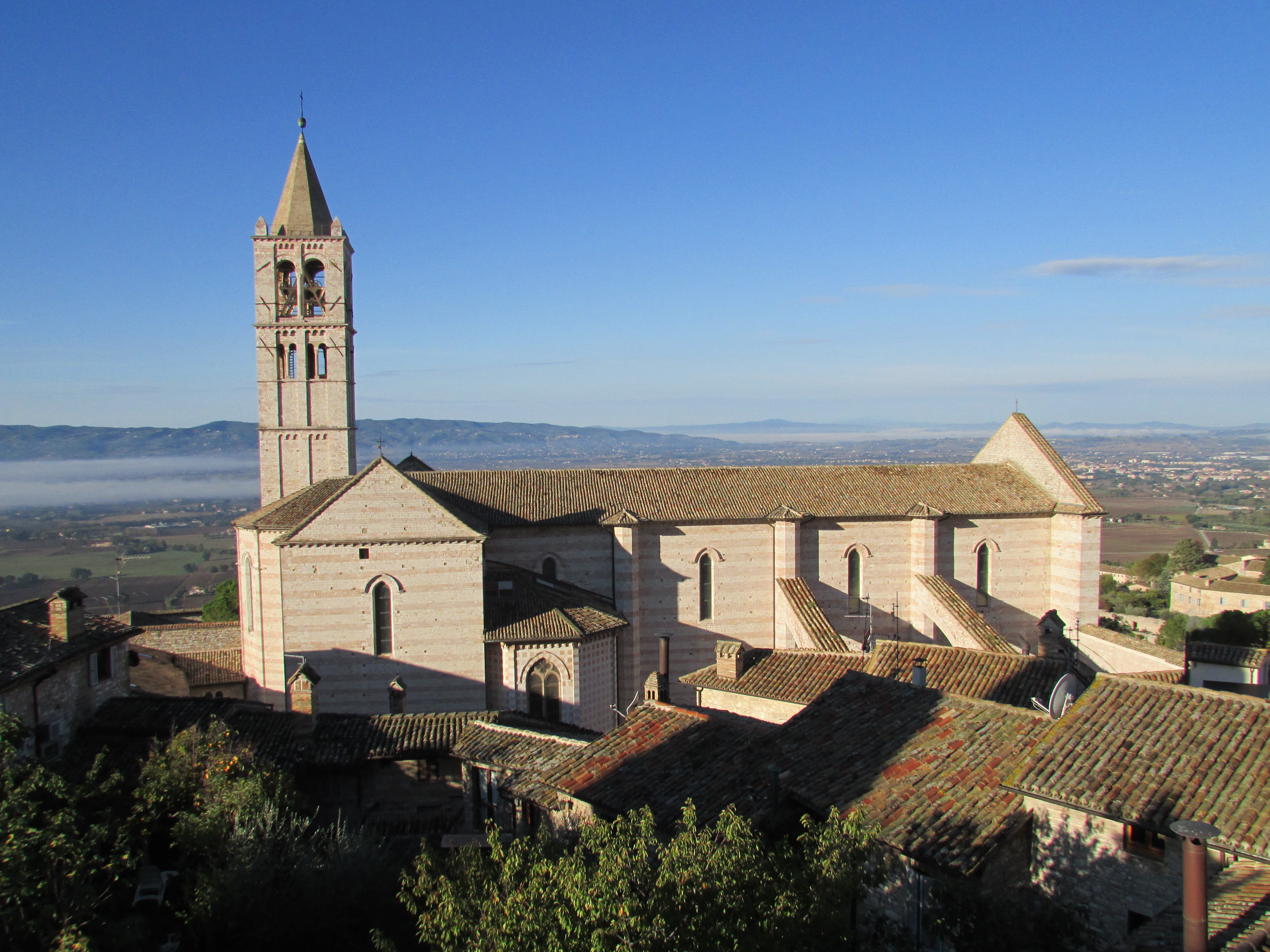
Basilique Sainte-Claire d'Assise.

Ce bréviaire témoigne de la réforme liturgique opérée par Innocent III (1161-1216). On y trouve les nouveaux textes du bréviaire de la Curie romaine d'Innocent III, un psautier et un évangéliaire. Ce codex, très utilisé par saint François, témoigne de son amour de la liturgie au service du culte divin et de sa fréquentation assidue de l’Écriture sainte. Quand François fut malade, frères Léon et Ange y lurent les offices et les Écritures pour lui, et François embrassait l’Évangile avec une grande vénération. Ils firent ainsi jusqu’à sa mort.
On trouve mention de ce bréviaire confié à sœur Bénédicte pour la communauté des clarisses, dans le Testimonia minora, 61. Au début du Bréviaire, une adresse à sœur Bénédicte y est faite de la part des frères Léon et Ange : « domine Benedicte abbatisse pauperum dominarum monasterii sancte Clare » (« À Bénédicte, Mère supérieure (abbesse) du monastère des Pauvres Dames de Sainte-Claire »).
Cette inscription a été faite autour de 1257-1260 par frère Léon. Il semble qu’elle ait été écrite au moment où il fit don du codex aux moniales de Saint-Damien, avec qui il entretenait des liens privilégiés. On peut dater cette inscription avec précision : en effet, si sœur Bénédicte succéda à sainte Claire dès 1253, elle ne fut « abbesse du Monastère de Sainte Claire » qu’après le transfert du couvent à Assise en 1257, lorsque la communauté prit possession de l’ancienne église San Giorgio, et jusqu’à sa mort en 1260, peu de temps après la dédicace de la nouvelle basilique Sainte-Claire.

#### Le départ de Saint-Damien et l’installation à Assise (1257)

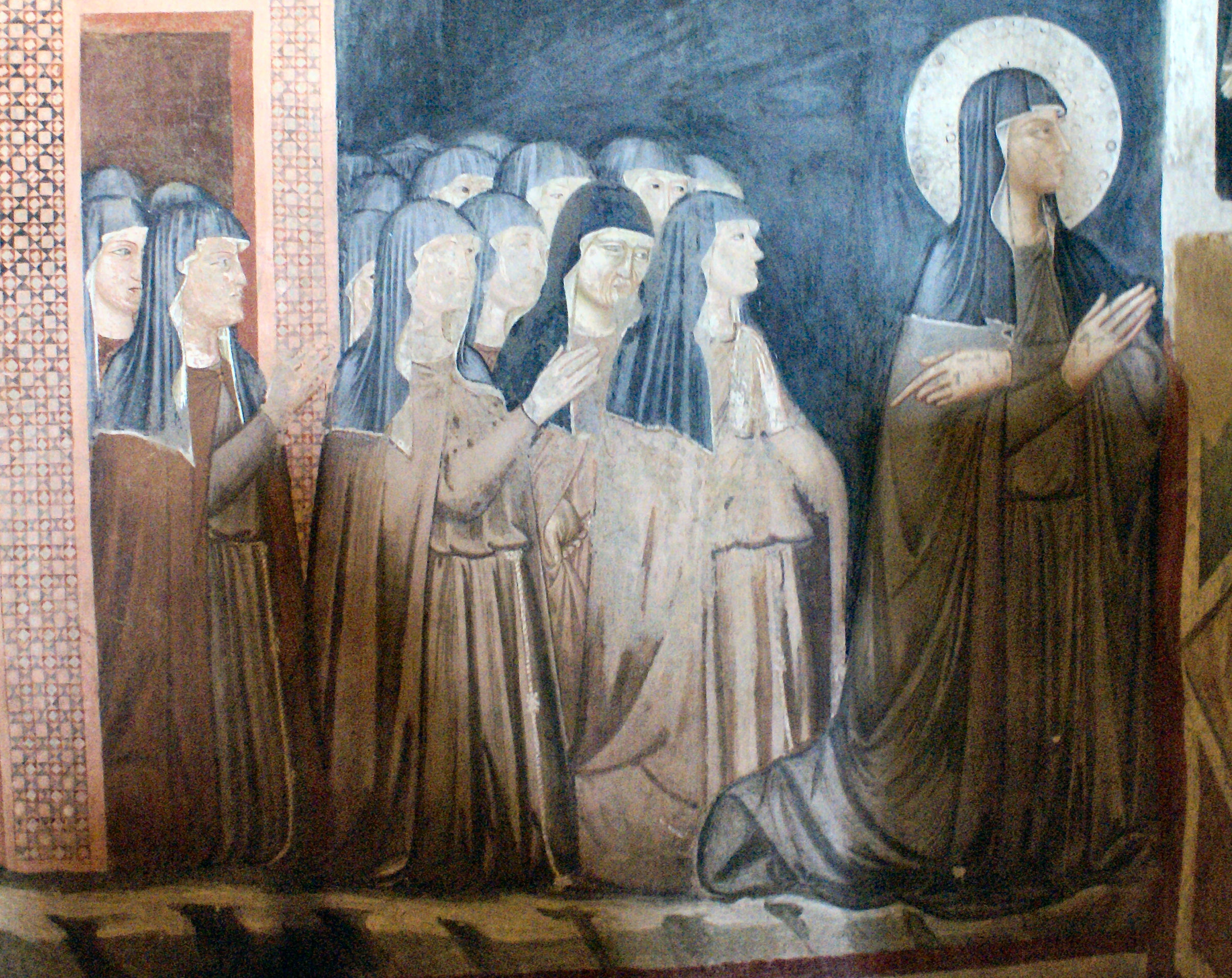
Sainte Claire avec des sœurs, fresque de la chapelle Saint-Damien d'Assise.

Sœur Bénédicte d’Assise, alors abbesse, organisa et supervisa le déménagement de la communauté à San Giorgio en 1257 : les clarisses quittèrent alors le couvent de Saint-Damien pour s’installer dans les bâtiments annexés à l'ancienne église.
Entre 1255 et 1265, elle prit une part active à la construction de la basilique érigée à Assise en l'honneur de sainte Claire. Cette église fut bâtie par Filippo da Campello autour de l’ancienne église San Giorgio.

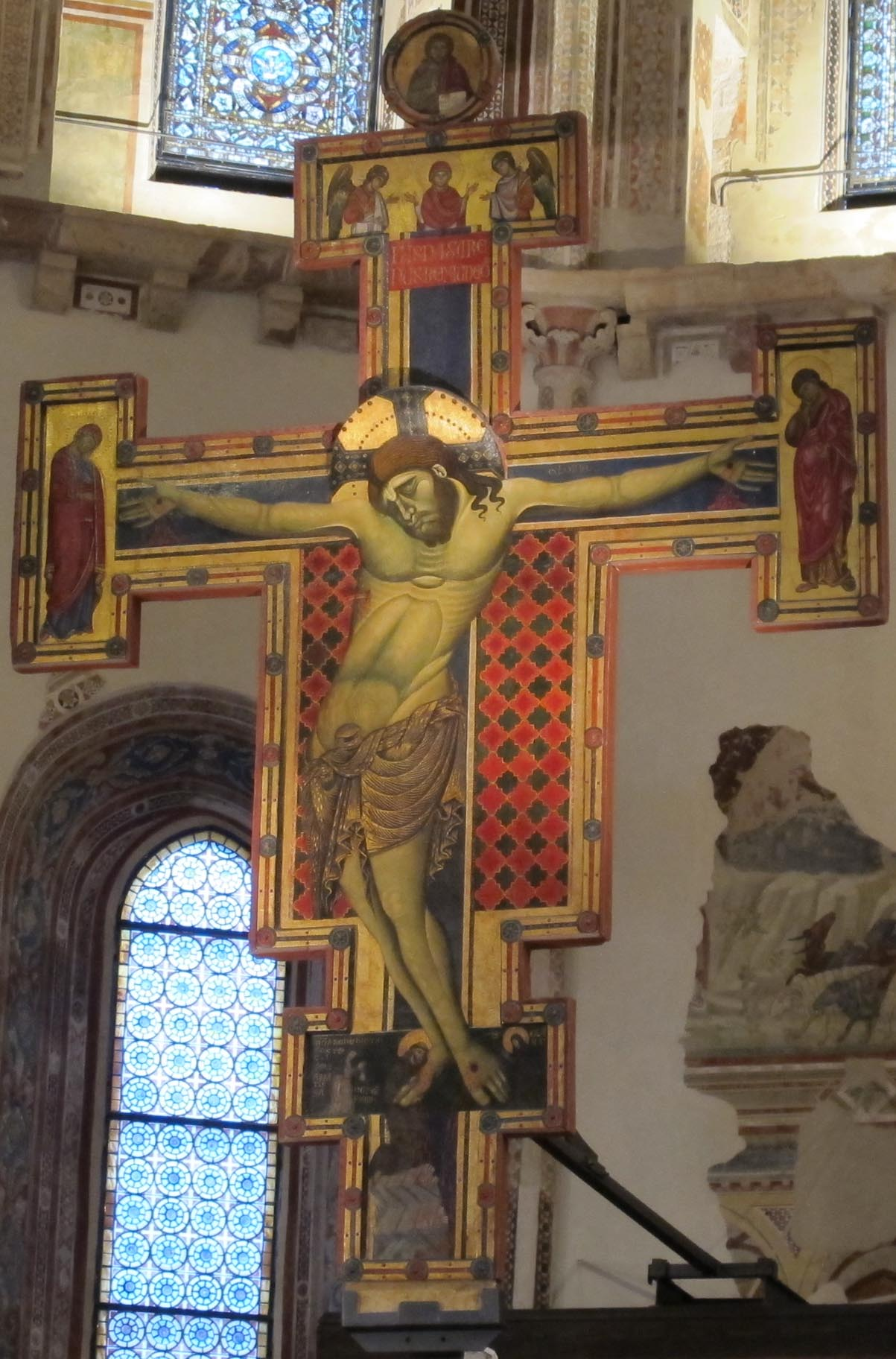
Crucifix dit la Croix de Bénédicte, basilique Sainte-Claire d'Assise.

Lors de son départ de Saint-Damien, la communauté emporta le crucifix éponyme qui se trouve encore aujourd’hui dans la basilique Sainte-Claire d’Assise. C’est devant cette croix que saint François reçut l’appel de rebâtir l’Église : selon Thomas de Celano (Vita Prima), ce crucifix lui aurait parlé (2 C 10) et dit : « Va et répare ma maison qui, tu le vois, tombe en ruine ! ». Une copie du crucifix se trouve dans la chapelle Saint-Damien d'Assise.
Un autre crucifix, le « Croce di Benedetta », présent au-dessus du maître-autel de la basilique Sainte-Claire, contient, au pied du Christ à gauche, une représentation de sœur Bénédicte d’Assise avec cette inscription la désignant comme commanditaire de l’œuvre : « Domina Benedicta post Sanctam Claram prima Abbatissa me fecit fieri » (« Bénédicte m’a fait faire, elle qui fut la première abbesse après sainte Claire »). Plusieurs médiévistes, dont Chiara Frugoni, font l’hypothèse que cette inscription ne serait pas contemporaine de sœur Bénédicte mais plus tardive, probablement ajoutée à la demande de Marcello Crescenzi, l’évêque d’Assise, qui avait procédé au transfert des reliques de la bienheureuse au XVIIe siècle. Cette mention aurait remplacé l’inscription primitive (« Frater Elias fecit fieri » et « Juncta Pisanus me pinxit ») au cours de restaurations successives,.

### Décès
Sœur Bénédicte d’Assise meurt sans doute le 16 mars 1260. Cette date reste toutefois incertaine, bien qu’elle ait été retenue pour sa fête. Les sources établissent cette possibilité selon Ludovico Jacobilli (1598-1664) d'après son ouvrage hagiographique Vite de' santi e beati dell'Umbria,. Une seconde hypothèse situe sa mort le 19 octobre 1260, date rapportée par les Bollandistes dans les Acta Sanctorum (la date du 16 mars est toutefois retrouvée en 1872 dans l'ouvrage de Paul Guérin, continuateur de la Vie des Saints du P. François Giry et de la collection des Petits Bollandistes).
Bénédicte d’Assise fut enterrée à San Giorgio. En 1602, ses reliques furent installées dans la basilique Sainte-Claire par l'évêque d'Assise, Marcello Crescenzi (1591-1630). Elles se trouvent actuellement dans un reliquaire de la chapelle Sainte-Agnès, la seule de la nef, aux côtés de celles de sainte Agnès d’Assise (sœur de Claire d’Assise), de la bienheureuse Aimée d’Assise (sœur Amata, nièce de Claire d'Assise), et d’Ortolana (mère de Claire),,.